# Oratorio dei Disciplini (Castel Goffredo)

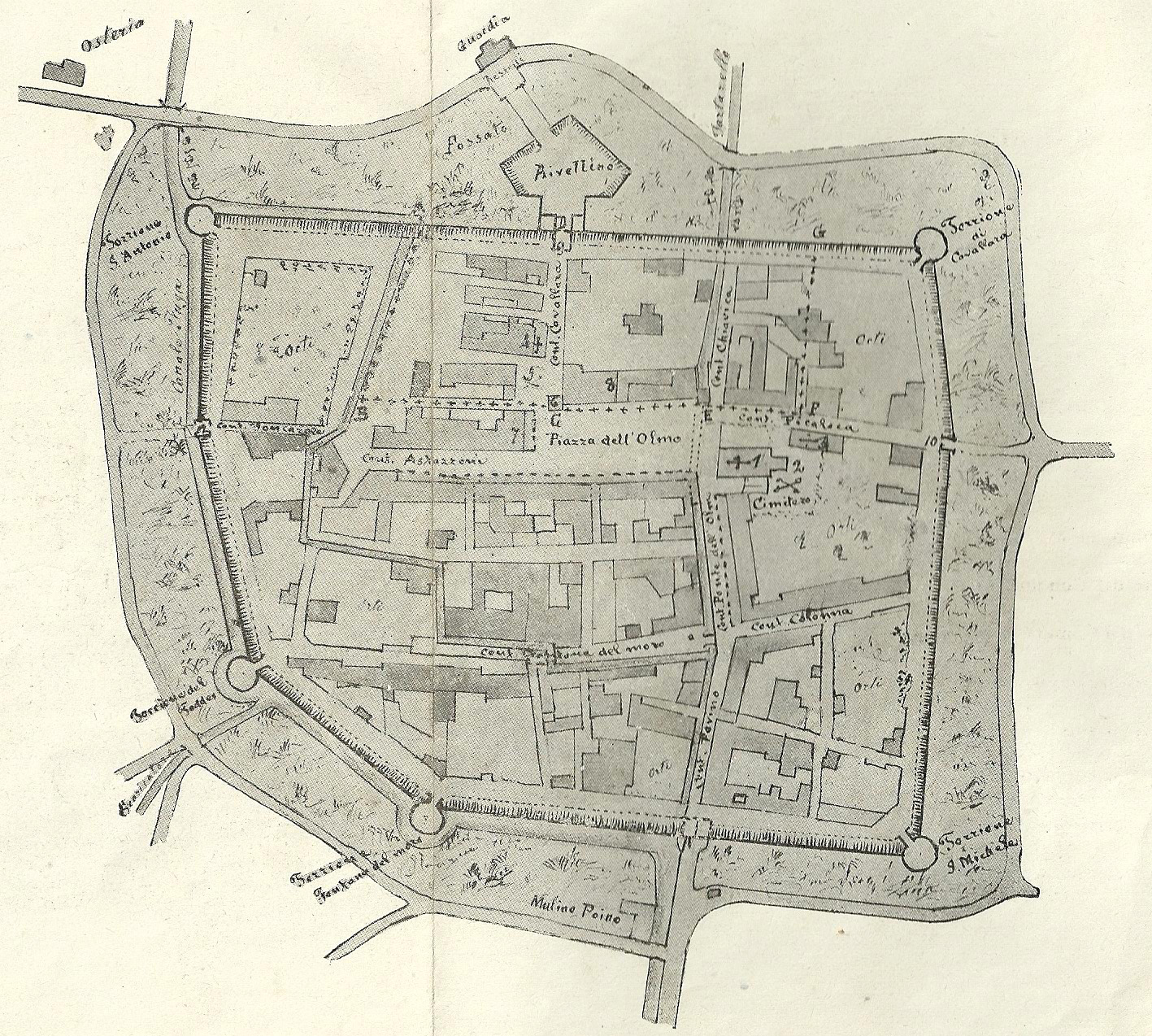
Fortezza di Castel Goffredo agli inizi del Cinquecento. Sulla mappa l'oratorio dei Disciplini contraddistinto del N.3, in via Picaloca.

L'oratorio dei Disciplini era un edificio religioso situato in contrada Picaloca a Castel Goffredo, in provincia di Mantova.

## Storia e descrizione
L'oratorio, con annesso campanile, sorgeva dietro l'abside della chiesa prepositurale di Sant'Erasmo, sull'antica via Picaloca (attuale via Mantova) ed era retto dalla Confraternita dei Disciplini.
Alcuni documenti storici affermano che nel 1526 la chiesa doveva essere abbattuta e che la Confraternita, al cui interno aveva la sede, rivolse un ricorso al marchese Aloisio Gonzaga, signore di Castel Goffredo, affinché l'edificio fosse risparmiato dalla demolizione. Costui incaricò il Comune affinché esaudisse la richiesta dei religiosi e che qualora questo non fosse stato possibile, si dovesse fabbricare una nuova chiesa in altro luogo adatto. L'oratorio venne comunque demolito per fare posto alla Casa dell'Ospizio e la chiesa dei Disciplini venne ultimata nel 1587.